# 大幸利充
大幸 利充（たいこう としみつ、1962年11月30日 - ）は、日本の経営者。

## 経歴
福井県出身。1986年に京都大学法学部を卒業し、同年にミノルタカメラに入社。
取締役常務執行役、取締役専務執行役を経て、2022年4月から取締役代表執行役社長兼CEOに就任した。